# Enrico Forcella
Enrique César Forcella Pelliccioni (ur. 18 października 1907 w Monako, zm. 25 października 1989) – wenezuelski strzelec sportowy, brązowy medalista olimpijski z Rzymu.
Specjalizował się w strzelaniu karabinowym. Brał udział w trzech igrzyskach olimpijskich (IO 60, IO 64, IO 68). W olimpijskim debiucie zajął trzecie miejsce w karabinku małokalibrowym na dystansie 50 m w pozycji leżącej. W 1963 w tej samej konkurencji zwyciężył w igrzyskach panamerykańskich.